# William Herald
William Sharp Hannah "Billy" Herald (Glebe, Nova Gal·les del Sud, 28 d'abril de 1900 – 13 de febrer de 1976) va ser un nedador australià que va competir a començaments del segle xx.
El 1920 va prendre part en els Jocs Olímpics d'Anvers, on va disputar dues proves del programa de natació. En el relleu 4x200 metres lliures guanyà la medalla de plata, fent equip amb Henry Hay, Ivan Stedman i Frank Beaurepaire, mentre en els 100 metres lliures fou quart.